# Santa-Bárbara-Airlines-Flug 518
Der Santa-Bárbara-Airlines-Flug 518 (Flugnummer: S3518) war ein planmäßiger Inlandsflug der venezolanischen Fluggesellschaft Santa Bárbara Airlines vom Flughafen Mérida zum Flughafen Simón Bolívar in Caracas. Am 21. Februar 2008 verunglückte auf diesem Flug eine ATR 42-300, wobei alle 46 Personen an Bord starben.
Bis zum Unfall einer weiteren Maschine dieses Typs auf dem Trigana-Air-Service-Flug 257 im Jahr 2015 handelte es sich um den schwersten Zwischenfall einer ATR 42.

## Flugzeug
Das betroffene Flugzeug war eine ATR 42-300, ein Modell des von Aeritalia und Aérospatiale gegründeten, italienisch-französischen Konsortiums Avions de Transport Régional (ATR) zum Bau von Regionalflugzeugen. Die Maschine war zum Zeitpunkt des Unfalls 21 Jahre und 3 Monate alt. Sie trug die Modellseriennummer 28, war 1986 am Produktionsstandort von ATR in Toulouse endmontiert worden und absolvierte am 22. Oktober 1986 ihren Erstflug. Die Maschine wurde am 13. November 1986 an die Simmons Airlines ausgeliefert, die Flüge mit ATR-Maschinen unter dem Markennamen American Eagle durchführte. Die Maschine erhielt das Luftfahrzeugkennzeichen N422MQ. Am 21. August 1998 kehrte die Maschine zu ATR zurück, wo sie vorübergehend das Kennzeichen F-WQIO erhielt. Im März 2001 wurde die Maschine an die kubanische Aerogaviota verleast, wo sie als CU-T1452 in Betrieb war, ehe sie am 15. Februar 2002 mit dem Luftfahrzeugkennzeichen F-WQNG abermals zu ihrem Hersteller zurückkehrte. Ab dem 1. August 2002 war das Flugzeug als PR-TTC an die Total Linhas Aéreas aus Brasilien verleast, ehe sie am 28. Oktober 2005 als YV1449 von der Santa Bárbara Airlines übernommen wurde. Das zweimotorige Regionalverkehrsflugzeug war mit 2 Turboproptriebwerken des Typs Pratt & Whitney Canada PW120 ausgestattet.

## Passagiere und Besatzung
Es befand sich eine dreiköpfige Besatzung an Bord, bestehend aus Kapitän, erstem Offizier und einer Flugbegleiterin. Der 36-jährige Flugkapitän Aldino Garanito Gomez war ein langjähriger Pilot und Prüfkapitän der Fluggesellschaft und verfügte über 5000 Stunden Flugerfahrung. Erster Offizier war der 29-jährige Denis Ferreira Quintal. Für den Flug nach Caracas hatten 43 Passagiere in der Maschine Platz genommen. Die Besatzung und die meisten Passagiere waren venezolanische Staatsbürger, jedoch waren auch fünf kolumbianische und ein US-Bürger unter den Passagieren.
| Staatsangehörigkeit | Passagiere | Besatzung | Gesamt |
| ------------------- | ---------- | --------- | ------ |
| Venezuela           | 37         | 3         | 40     |
| Kolumbien           | 5          | -         | 5      |
| Vereinigte Staaten  | 1          | -         | 1      |
| Gesamt              | 43         | 3         | 46     |

## Flugplan
Da sich die Universitätsstadt Mérida, ein beliebtes Tourismusziel, hoch in den Anden befindet und von Bergmassiven umgeben ist, sind nächtliche Abflüge vom Flughafen Alberto Carnevalli verboten. Mit seiner Abflugszeit um 17:00 Uhr Ortszeit war Flug 518 der letzte kommerzielle Flug, der an diesem Tag von dem Flughafen starten sollte.

## Unfallhergang
Kurz nach dem Start wurde die Maschine knapp unterhalb des Gipfels eines 4000 Meter hohen Bergmassivs geflogen, die im Volksmund „Indianergesicht“ (Spanisch: La Cara del Indio) genannt wird. Vor dem Aufprall hatte die Flugsicherung in Mérida keinerlei Notfall von den Piloten gemeldet bekommen, weshalb zunächst nicht nachvollziehbar war, wie es zu dem Unfall kommen konnte.

## Unfalluntersuchung
Nach dem Auswerten der Unfalldatenspeicher wurde am 28. Juli 2008 vorläufig bekanntgegeben, dass die Navigationssysteme beim Abflug aus Mérida nicht betriebsbereit gewesen seien, woraufhin die Piloten beim Durchfliegen des bergigen Gebiets nahe dem Flughafen die Orientierung verloren hätten. Während sie versuchten, ihre Position zu bestimmen, flogen sie die Maschine nur wenige Meter unterhalb des Gipfels in einen Berghang.
Im Unfallbericht wurde die nicht oder nur fehlerhaft erfolgte Nutzung der Checklisten vor dem Abflug als eine der Ursachen des Unfalls angegeben. Dadurch sei das Attitude and Heading Reference System (AHRS) vor dem Startlauf nicht initialisiert worden. Obwohl die Piloten beim Startlauf feststellten, dass das AHRS außer Betrieb war, beschlossen sie übermütig, den Start fortzusetzen. Eine Synchronisierung des Systems hätte eine Wartezeit von 30 Sekunden in Anspruch genommen. Aufgrund des nicht funktionsfähigen AHRS waren die Piloten nicht in der Lage, ihren Flugkurs beizubehalten und verloren beim Durchfliegen der Wolkendecke die Orientierung.
Vor dem Abflug war es zu mehreren Verzögerungen gekommen. Unter anderem hatten die Piloten während einer Kaffeepause im Terminal die Zeit vergessen. Als sie erfuhren, dass das Boarding der Passagiere bereits erfolgt war, eilten sie zur Maschine und versuchten, die verlorene Zeit wieder aufzuholen. Die extrem hektisch arbeitende Flugbesatzung flog dann absichtlich eine inoffizielle, vom offiziellen Abflugverfahren abweichende Abkürzung, um Zeit zu sparen.